# Новопетрівка (Бердянський район)
Новопетрі́вка — село в Україні, у Бердянському районі Запорізької області. Населення становить 1902 осіб. Орган місцевого самоврядування — Осипенківська сільська рада.

## Географія
Село Новопетрівка розташоване на лівому березі річки Берда в місці впадіння її в Азовське море за 12 км на північний схід від районного центру і залізничної станції Бердянськ (14 км), вище за течією на відстані 1 км розташоване село Старопетрівка. Річка в цьому місці звивиста, утворює лимани, стариці та заболочені озера.

## Археологія
Про заселення цієї території ще в глибоку давнину свідчать виявлені поблизу села в Покосній балці залишки поселення доби бронзи (I тисячоліття до н. е.)

## Історія
Новопетрівка — одне з найдавніших поселень сучасної Запорізької області. Історія села починається від заснування Петрівської фортеці Дніпровської укріпленої лінії. Фортецю споруджено над річкою Берда у 1770 році. Вона мала стіни з бійницями, майданчиками і баштами, оточені глибоким ровом з водою. Поблизу фортеці спорудили дерев'яний причал, що на 25 метрів виступав у море. Проте великі судна тут не швартувалися. Вони ставали на якір на півкілометровій відстані, а до причалу підпливали тільки човни, за допомогою яких і перевозилися вантажі з кораблів.
Петрівська фортеця мала посилений карантинний пост, а з 1776 року — митну прикордонну заставу. За фортечною стіною було зведено кам'яні будинки для військової старшини та казарми. Відставні солдати, працівники допоміжних служб, челядь та втікачі з північних губерній почали селитися поруч з фортецею. Так виникла невелика слобідка, у якій 1776 року налічувалося 618 жителів.
Після Кючук-Кайнарджійської угоди 1774 року Петрівська фортеця втратила своє оборонне значення і з 1779 року її офіційно ліквідували. Основним заняттям жителів Петрівського посаду, яким управляв спеціально призначений наглядач, стало сільське господарство, допоміжну роль відігравало рибальство.
1829 року до Петрівського посаду прибула частина колишніх козаків Задунайської Січі, яким Російський уряд дозволив оселитися між Маріуполем й Ногайськом. Мешканців Петрівського зарахували до Азовського козацького війська. Водночас посад перейменували на станицю й зробили центром війська. Тут розташувався військовий штаб, отаман війська Йосип Гладкий та його канцелярія, станичне правління і в'язниця. Невдовзі було відкрито військовий шпиталь, аптеку, приходське училище, церкву.
У 1865 році, після ліквідації Азовського козацького війська, частина козаків переселилася на Північний Кавказ й Кубань. Решта стала державними селянами. Населення Петрівки поповнювалося за рахунок державних селян Чернігівської, Полтавської, Курської та інших губерній.
Колишня козацька станиця перетворилася на звичайне село. На відміну від розташованої поблизу Старопетрівки, його назвали Новопетрівкою.
За даними перепису 1886 року в Новопетрівці налічувалося 215 дворів, проживало 1282 особи.
У 1901—1902 роках у Новопетрівці налічувалось 361 двора, де проживало 2713 осіб. Протягом десятиріч жителі села не мали кваліфікованої медичної допомоги. Фельдшерсько-акушерський пункт у селі був відкритий лише на початку XX століття.
З 1917 року — село перебувало у складі УНР. Наприкінці 1918 року — під контролем революційної армії Нестора Махна. З 1922 року — під владою комуністичного режиму. Навесні 1932 року більшовиками влаштована акція терору голодомором. Жертвами стали цілі родини, у яких «буксирні бригади» відбирали геть чисто усе їстівне. За свідченням старожилів села — Наталії Стельмаченко та Марії Чернишенко — рештки хліба переховували у колодязях та спеціальних ямах. А для того, щоб комуністи не почули у хаті запах хліба, люди, зокрема, палили гуму. У селян не було сумнівів у свідомому вчиненні голодомору. Уродженка села Надія Яковленко (1918 р. н.) свідчить:

| У 1933 році голод був зроблений штучно, бо врожай був зібраний хороший. Важко було вижити. Добре, що хоч на господарстві була корова. Мати варила на молоці та воді сяку-таку кашу з кукурудзяної крупи. Лободу замішували з борошном і так, з пухлими животами, переживали з дня на день. Коли з моря йшов косяк бичка, то сюди, до моря, тягнулися люди з інших сіл, щоб вижити. Багато бичка море викидало. Наївшись сирої тухлої риби, люди помирали прямо на березі моря… |
З початку повномасштабного вторгнення у 2022 році окуповане російськими військами.

## Населення

### Мова
Розподіл населення за рідною мовою за даними перепису 2001 року:
| Мова            | Кількість | Відсоток |
| --------------- | --------- | -------- |
| українська      | 1734      | 80.24%   |
| російська       | 402       | 18.60%   |
| вірменська      | 16        | 0.74%    |
| румунська       | 1         | 0.05%    |
| гагаузька       | 1         | 0.05%    |
| інші/не вказали | 7         | 0.32%    |
| Усього          | 2161      | 100%     |

## Економіка
- ПП Агрофірма «Росія»
- Садиба «Петрівська гавань»
- Дитячий табір відпочинку «Весна»
- Пансіонат «Новопетрівка»

## Об'єкти соціальної сфери
- Школа
- Дитячий дошкільний заклад
- Будинок культури

## Відома особа
- Сіренко Володимир Іванович — український поет і прозаїк.

## Галерея

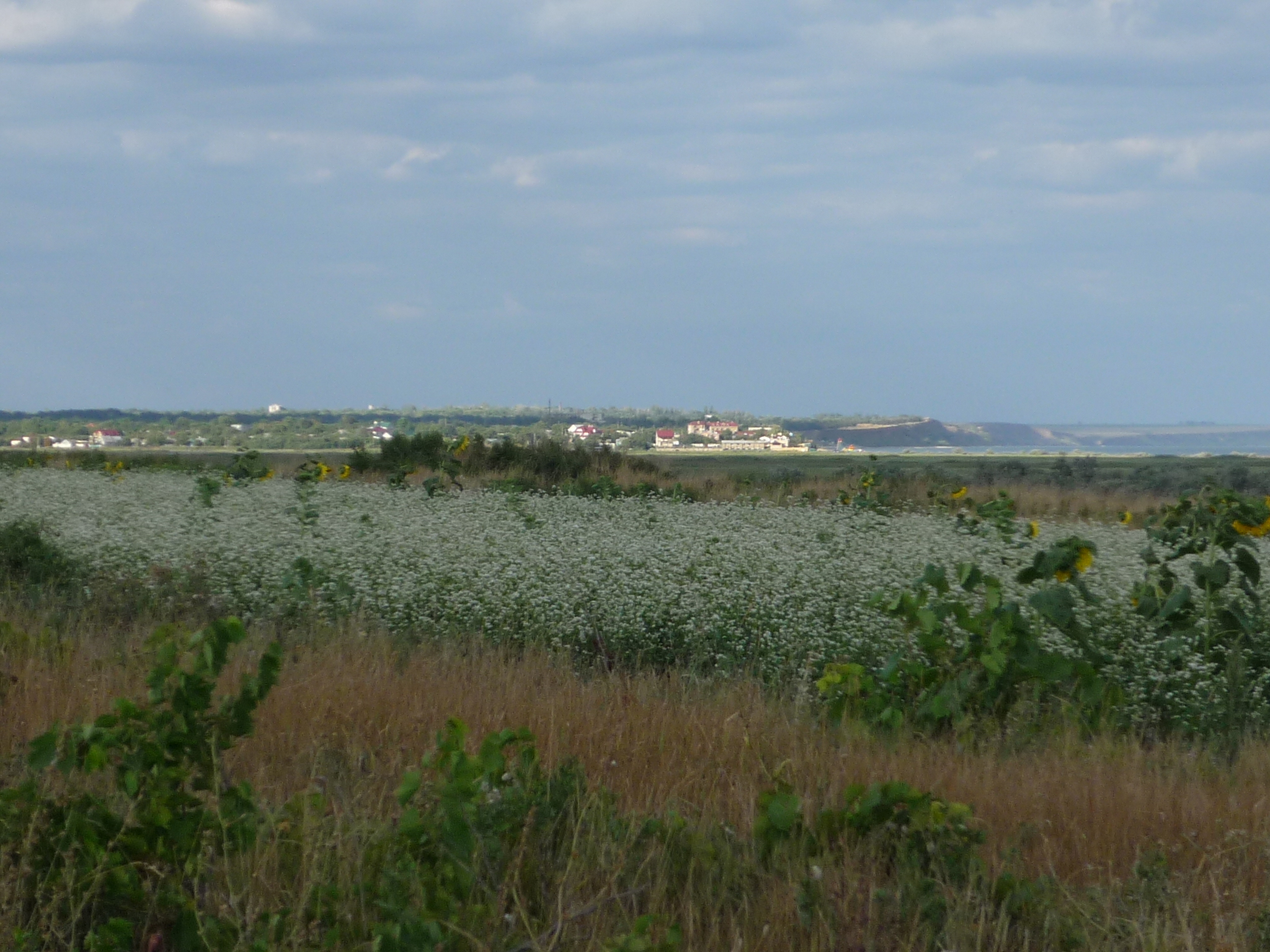
Вид на Новопетрівку з дальніх макорт
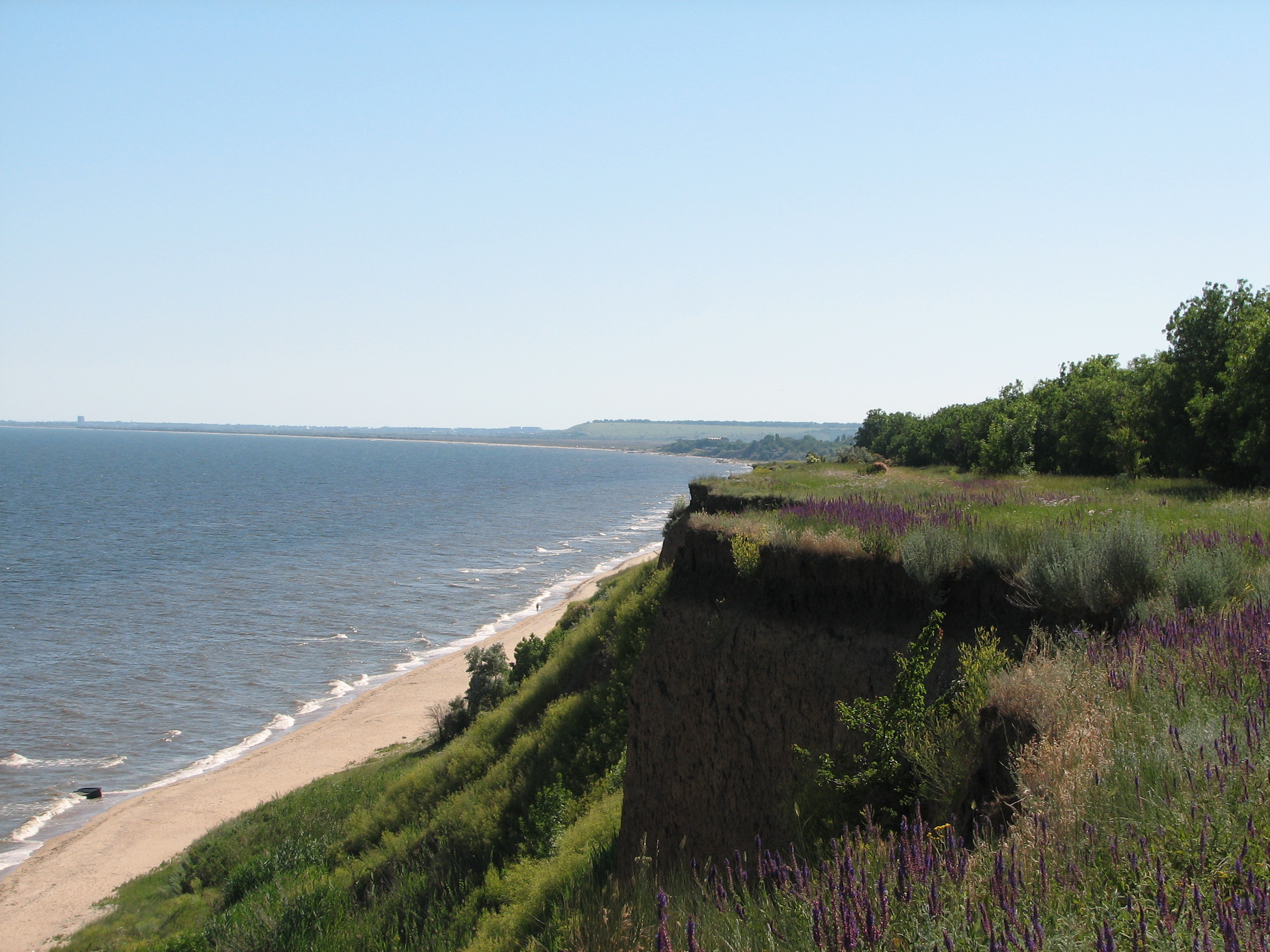
Узбережжя в районі села Новопетрівка
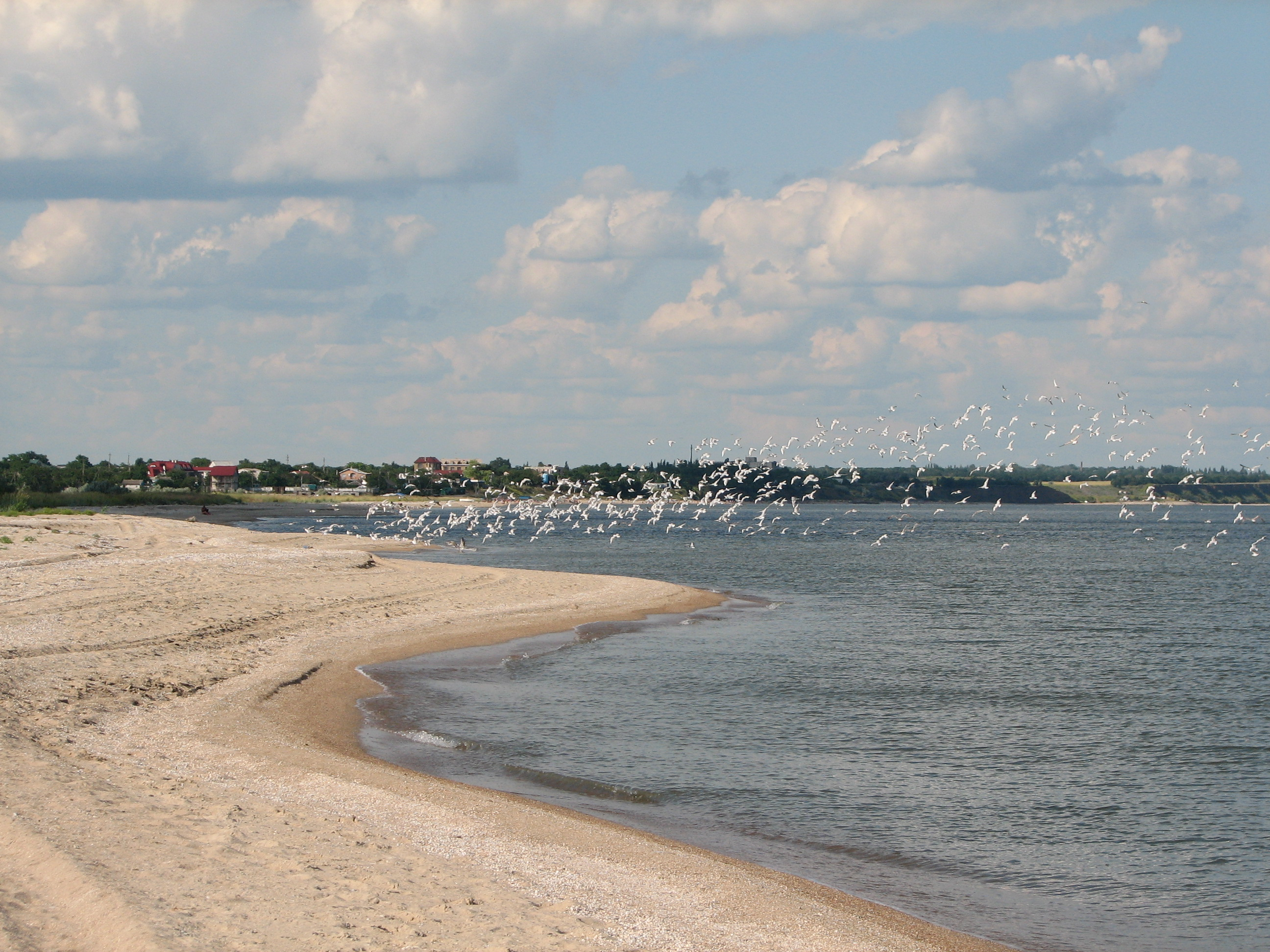
Узбережжя в районі села Новопетрівка
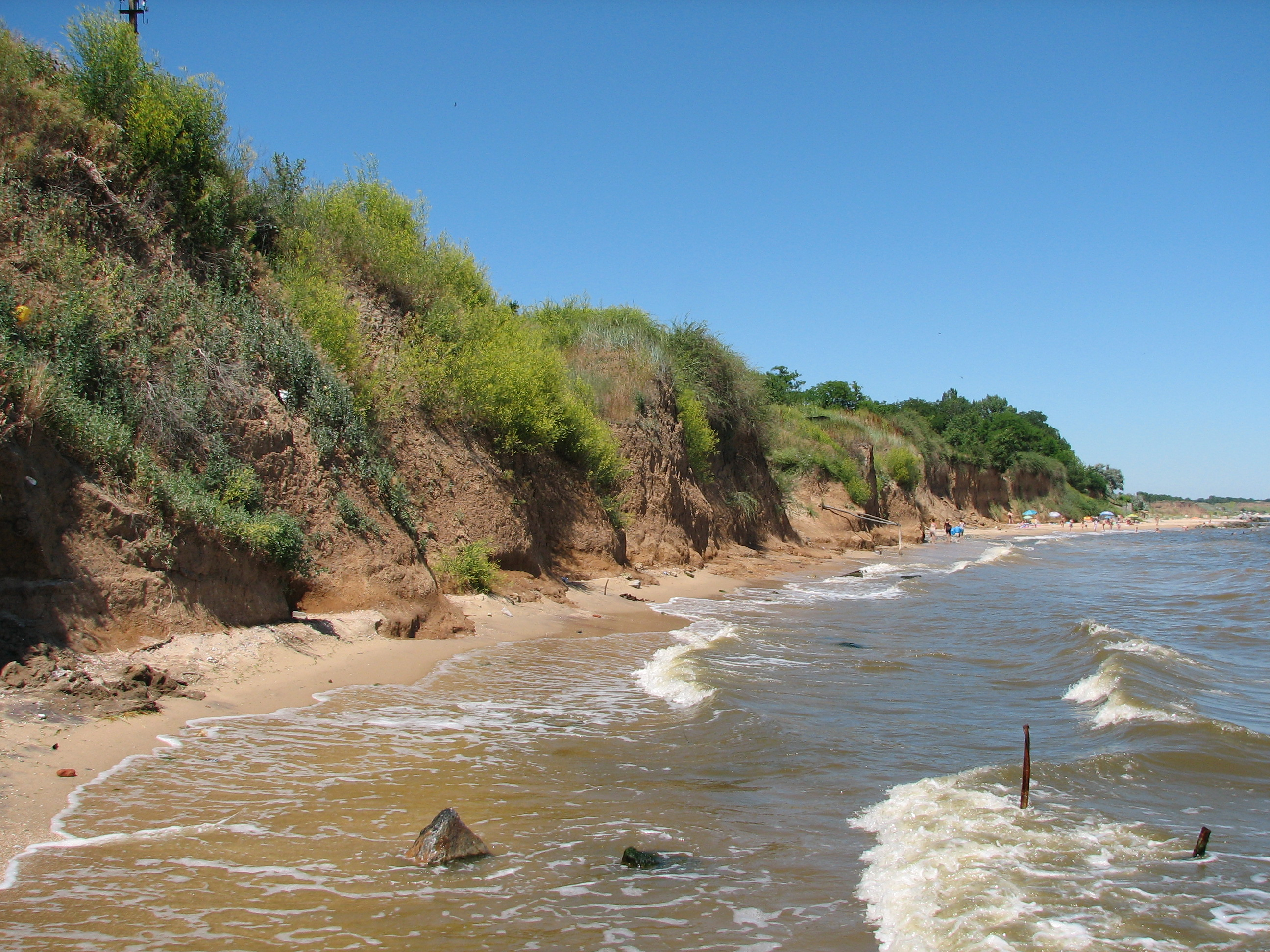
Узбережжя в районі села Новопетрівка
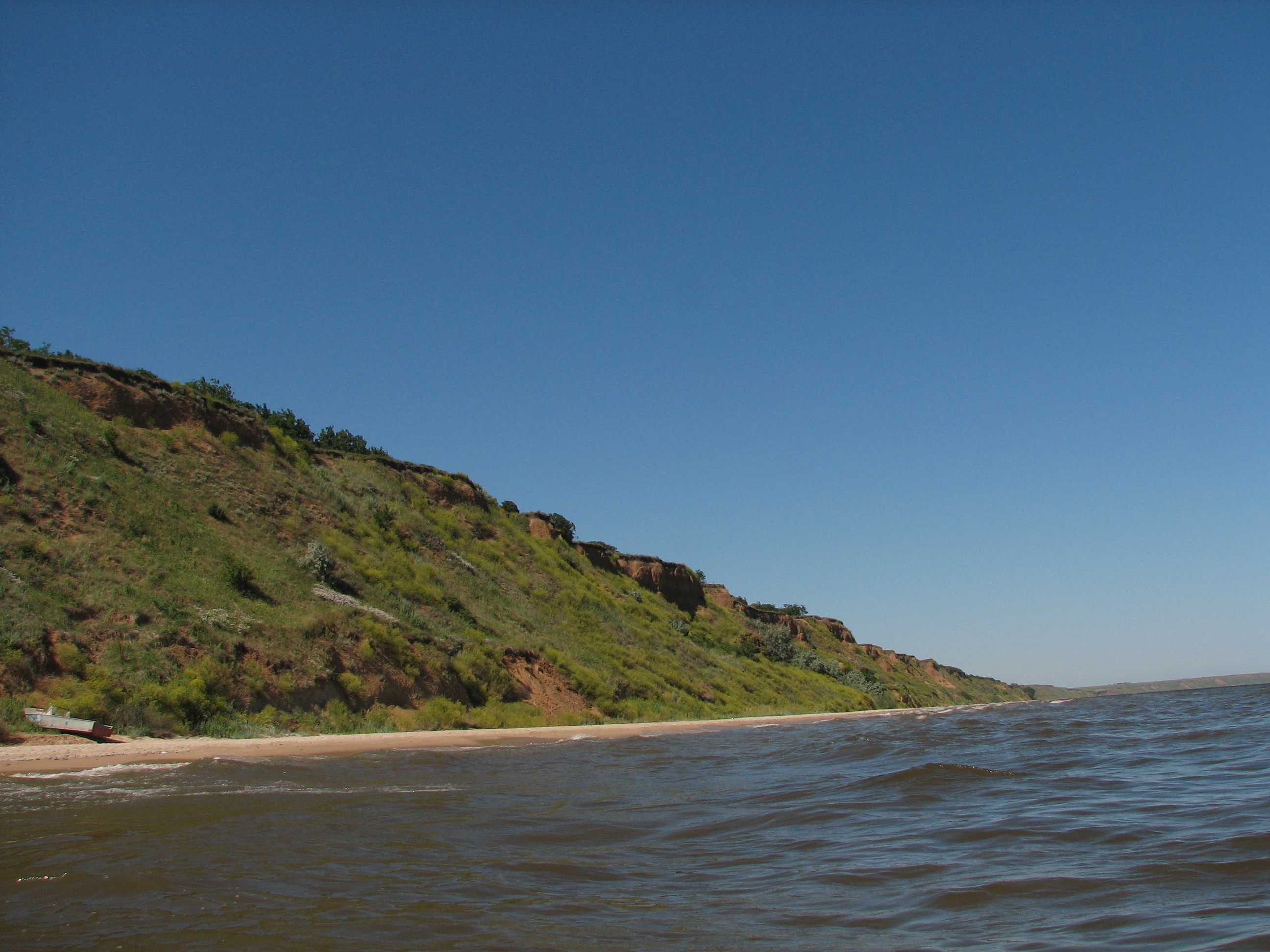
Узбережжя в районі села Новопетрівка
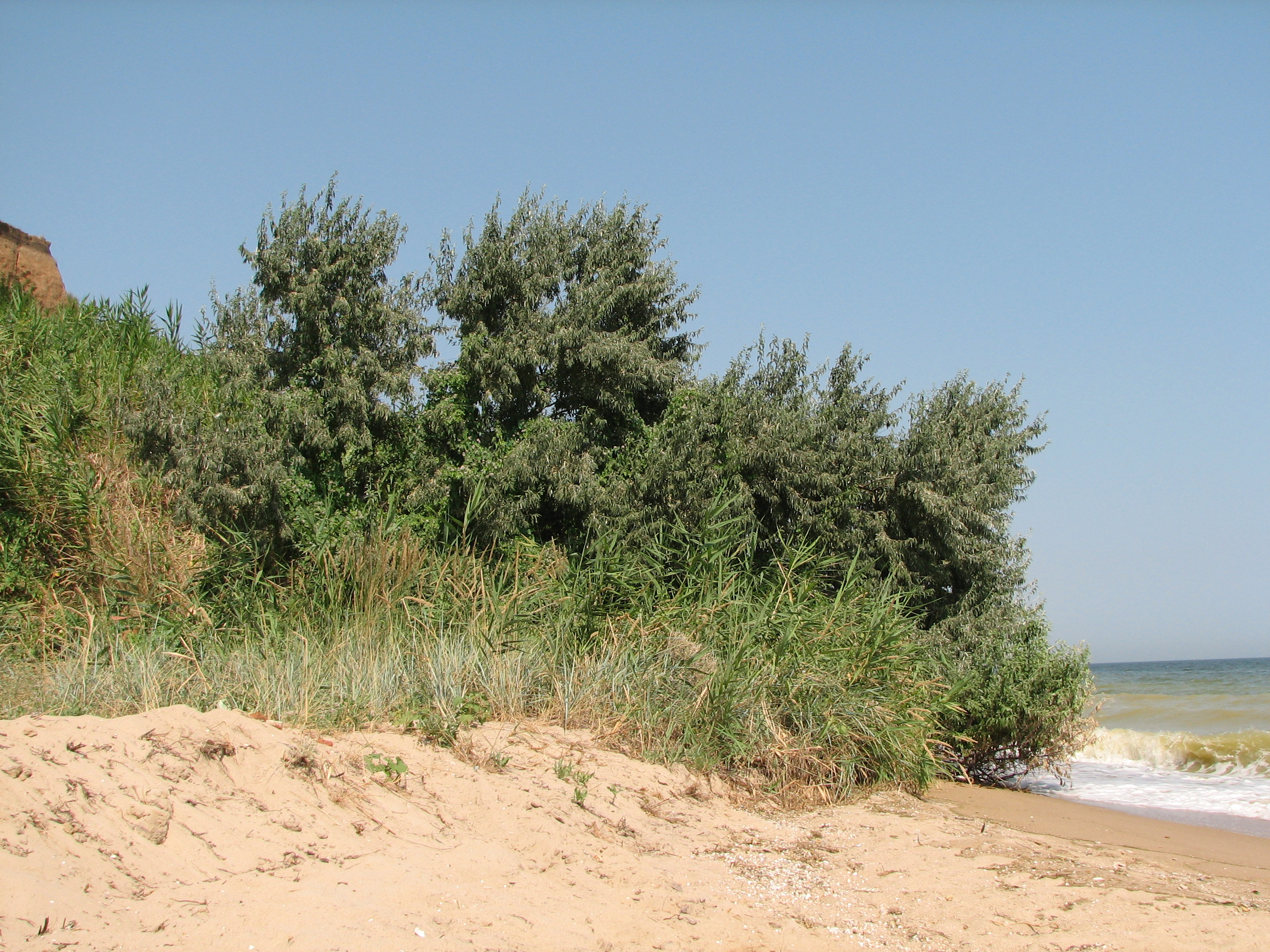
Під Новопетрівкою
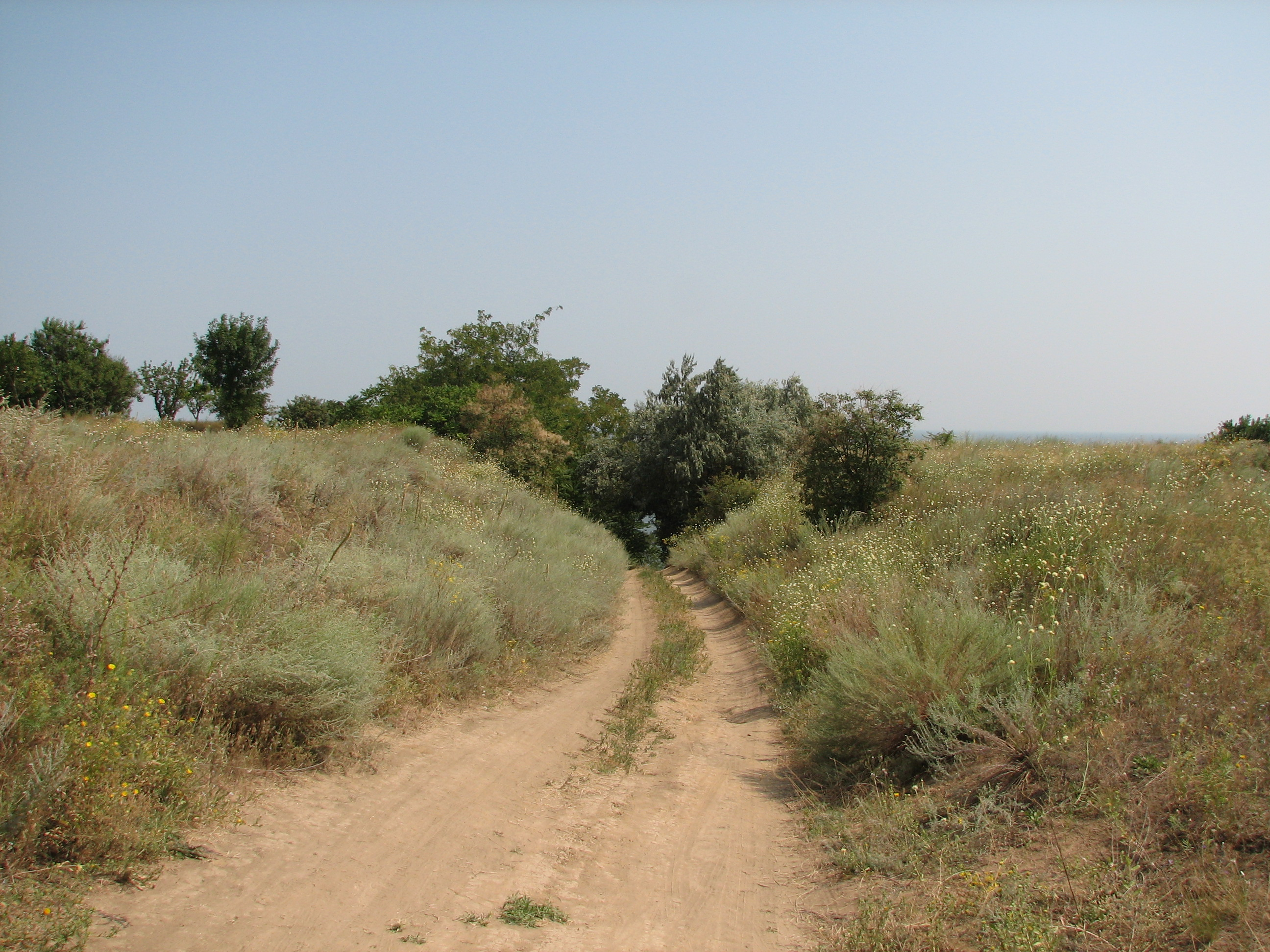
Під Новопетрівкою
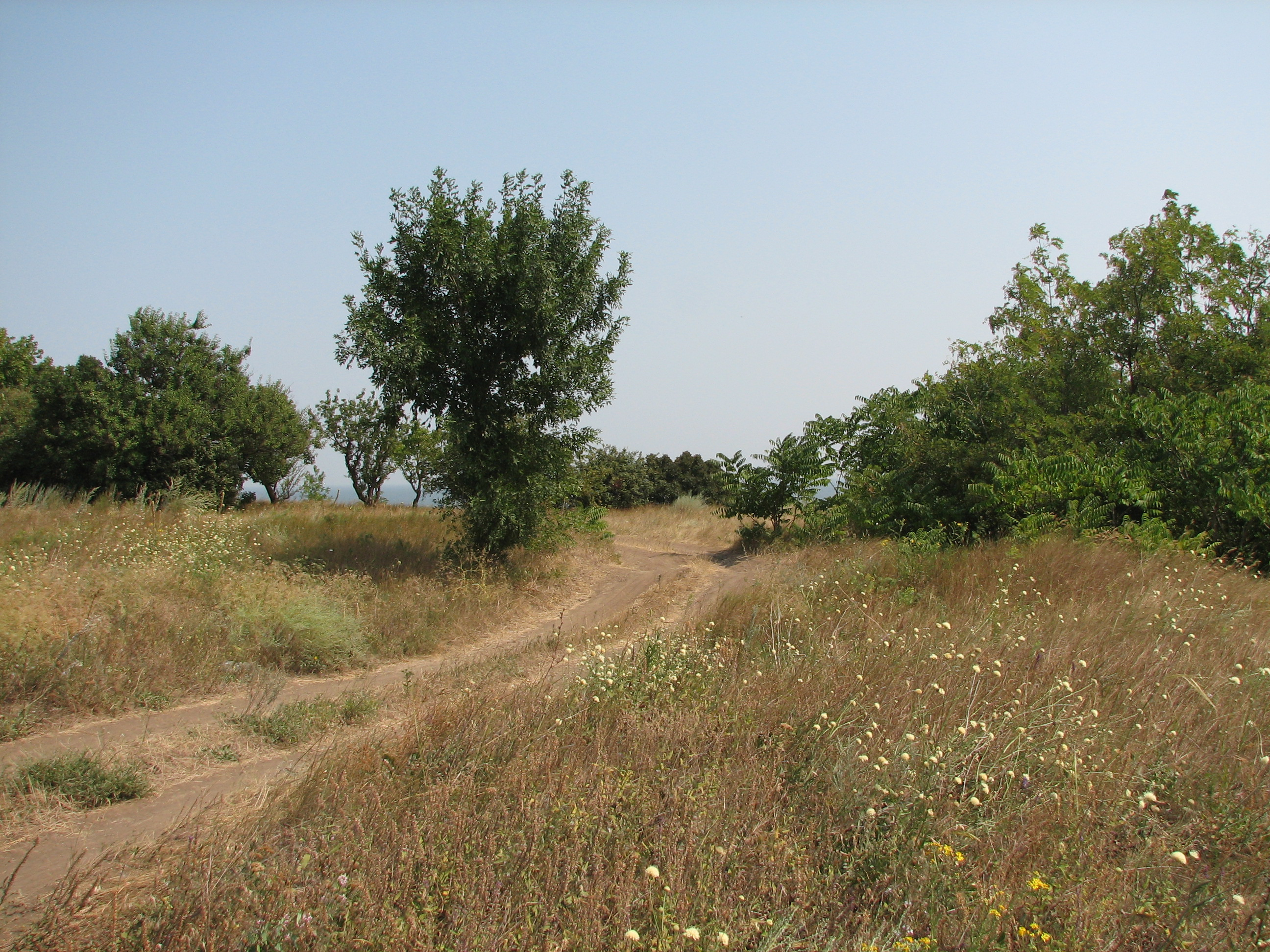
Під Новопетрівкою
Група пам'яток Новопетрівської фортеці
Пам'ятна дошка.
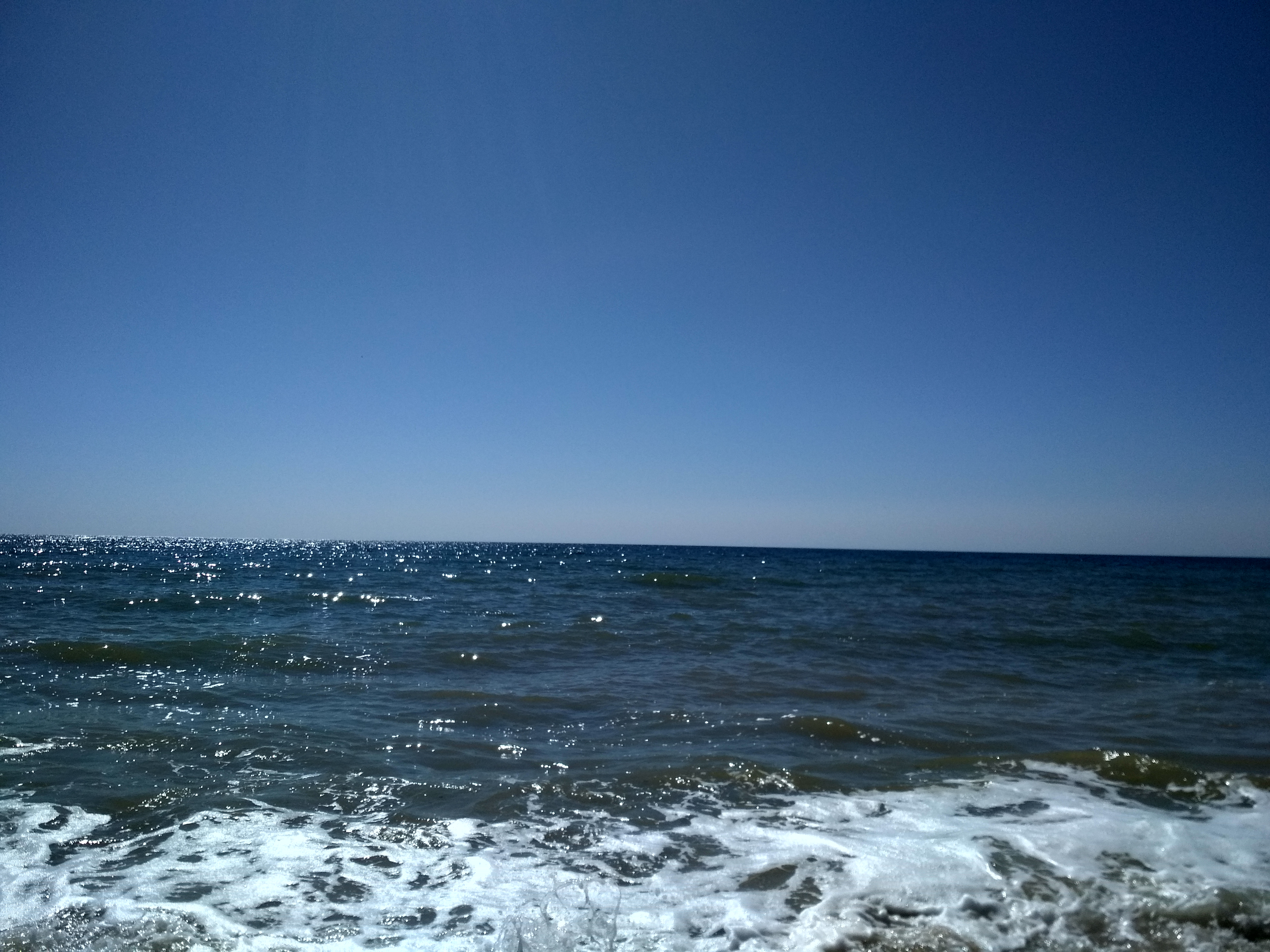
Азовське море під Новопетрівкою.